# طاقة غيروتش
طاقة غيروتش (بالإنجليزية: Geroch energy)‏ أو كتلة غيروتش (بالإنجليزية: Geroch mass)‏ هي واحدة من التعاريف الممكنة للكتلة في النظرية النسبية العامة. يمكن الحصول عليها من طاقة هاوكينغ، التي هي نفسها قياس لثني الإشعاعات الداخلة والخارجة للضوء والتي هي متعامدة على الكرة-المزدوجة (2-sphere) المحيطة بمنطقة الفضاء المُراد معرفة كتلتها، وذلك من خلال ترك بعض الحدود (الموجبة) المتعلقة بالطبقة الخارجية للكرة والانحناء الداخلي.